# Гершкович Борис Ісакович
Борис Ісакович Гершкович (1878, Харків — після 1917) — український архітектор, автор проєктів синагоги та низки житлових будинків у Харкові, побудованих на початку XX сторіччя.

## Життєпис
Борис Ісакович Гершкович народився 1878 року в єврейській сім'ї у Харкові. У 1904 р. закінчив Санкт-Петербурзький інститут цивільних інженерів. У першому десятиріччі 1900-х років працював головним архітектором Таганрога, де розробив проєкти міської публічної бібліотеки імені О. П. Чехова, надбудови жіночої гімназії та ротонди у міському парку.
На початку 1910-х років Борис Гершкович повертається до Харкова. За його проєктом зводять будівлю синагоги «Сефардим» на Чоботарській та низку житлових будинків у центрі міста. У своїх будівлях архітектор використовував поєднання історизму, модерну та неокласицизму.

## Будівлі
| Рік       | Назва                                          | Місто    | Адреса                         | Примітки | Охоронний статус                                                    | Фото |
| --------- | ---------------------------------------------- | -------- | ------------------------------ | --- | ------------------------------------------------------------------- | ---- |
| 1907      | Проєкт міської бібліотеки імені А. П. Чехова   | Таганрог | вулиця Грецька, 105            | Не реалізовано. |                                                                     |      |
| 1908      | Проєкт надбудови 3-го поверху Жіночої гімназії | Таганрог |                                | Не реалізовано. |                                                                     |      |
| 1909      | Ротонда при міському парку                     | Таганрог | вулиця Петровська, 104         | Перебудовано. |                                                                     |      |
| 1912      | Синагога «Сефардим»                            | Харків   | вулиця Чоботарська, 17         | [ 4 ] | Немає                                                               |      |
| 1913      | Реконструкція житлової будівлі                 | Харків   | вулиця Воробйова, № 4          | Будівля зведена у 1893 році за проєктом В. Х. Нємкіна. | Немає                                                               |      |
| 1913      | Реконструкція особняка Якова Бураса            | Харків   | вулиця Куликівська, 19         | Реконструкція особняка середини XIX століття. Будівля значно перебудована у 2020-х роках.                                                                                              | Пам'ятка архітектури та містобудування місцевого значення № 7172-Ха |      |
| 1914      | Житловий будинок                               | Харків   | вулиця Миколаївська, № 25/2    | Зруйновано. |                                                                     |      |
| 1914      | Житловий будинок                               | Харків   | вулиця Георгія Тарасенка, 66   | Перебудовано у 2012 році. | Немає                                                               |      |
| 1914-1915 | Прибутковий будинок «Динамо»                   | Харків   | вулиця Полтавський Шлях, 31/17 | Побудовано з цегли розібраних будівель, що стояли на місці Палацу праці. Будівля зведена як прибуткова для купця М. Ф. Босіна. В ході реконструкції у 2000-х роках втрачено інтер'єри. | Пам'ятка архітектури та містобудування місцевого значення № 7299-Ха |      |
| 1916      | Житловий будинок                               | Харків   | вулиця Гоголя, 1               | [ 12 ] [ 13 ] | Пам'ятка архітектури та містобудування місцевого значення № 7045-Ха |      |